# Besser Rev
Besser Rev är en 5 km lång smal landtunga på Samsø i Danmark. Den ligger i Region Mittjylland. Närmaste större samhälle är Tranebjerg på Samsø 10 km sydväst om Besser Rev.